# Флаг Смоленского района (Смоленская область)
Флаг муниципального образования «Смоле́нский райо́н» Смоленской области Российской Федерации — опознавательно-правовой знак, служащий официальным символом муниципального образования.
Флаг утверждён 3 июля 2012 года и 16 октября 2012 года внесён в Государственный геральдический регистр Российской Федерации с присвоением регистрационного номера 7963.

## Описание
«Прямоугольное двухстороннее белое полотнище с отношением ширины к длине 2:3, с каймой (шириной — 1/6 ширины полотнища), составленной из двенадцати равных чередующихся зелёных и белых частей (три у каждого края; у древка две белых); в центре на зелёной выгнутой полосе — чёрная пушка с жёлтым лафетом, на которой — жёлтая птица Гамаюн».

## Обоснование символики
Флаг разработан на основе герба Смоленского района и языком символов и аллегорий отражает природные, исторические и культурные особенности Смоленского района.
Сам же герб Смоленского района создан на основе герба Смоленска, а для отличия от последнего добавлена зелёно-горностаевая (во флаге: зелёно-белая) кайма. Кайма в геральдике — символ связи родственных субъектов. В данном случае кайма символизирует не только тесные связи двух муниципальных образований, но и их общую историю. Горностаевая кайма показывает земли Смоленского района как земли древнего Смоленского княжества.
Герб Смоленска с изображением птицы Гамаюн сидящей на пушке существует несколько столетий. Известна печать смоленского воеводы князя Ф. И. Куракина 1664 года. Эта же композиция была воспроизведена в Царском Титулярнике Алексея Михайловича 1672 года. Символика птицы Гамаюн многозначна:
— мифическая птица счастья;
— символ богатства, благополучия, величия;
— на Руси считалась вещей птицей, умеющей предвидеть события и их исход.
Белый цвет (серебро) — символ чистоты, открытости, божественной мудрости, примирения.
Зелёный цвет символизирует весну, здоровье, природу, молодость и надежду.
Чёрный цвет символизирует благоразумие, мудрость, скромность, честность.
Жёлтый цвет (золото) — символ высшей ценности, величия, богатства, урожая.